# Jens Gieseke (homme politique)
Pour les articles homonymes, voir Jens Gieseke.
Jens Gieseke, né le 18 mai 1971, est un homme politique allemand, membre de l'Union chrétienne-démocrate (CDU).

## Biographie
Après des études de droit, Jens Gieseke travaille comme assistant au Parlement européen de 2001 à 2005. Il est élu député européen en 2014, puis réélu en 2019 et 2024.